# Пфеффінген
Пфеффінген (нім. Pfeffingen BL) — громада  в Швейцарії в кантоні Базель-Ланд, округ Арлесгайм.

## Географія
Громада розташована на відстані близько 60 км на північ від Берна, 12 км на захід від Лісталя.
Пфеффінген має площу 4,9 км², з яких на 14,6% дозволяється будівництво (житлове та будівництво доріг), 32,1% використовуються в сільськогосподарських цілях, 53,3% зайнято лісами, 0% не є продуктивними (річки, льодовики або гори).

## Демографія
2019 року в громаді мешкало 2369 осіб (+8,8% порівняно з 2010 роком), іноземців було 15%. Густота населення становила 484 осіб/км².
За віковим діапазоном населення розподілялося таким чином: 19,9% — особи молодші 20 років, 57% — особи у віці 20—64 років, 23,1% — особи у віці 65 років та старші. Було 961 помешкань (у середньому 2,4 особи в помешканні).
Із загальної кількості 361 працюючого 23 було зайнятих в первинному секторі, 24 — в обробній промисловості, 314 — в галузі послуг.